# Güiripa (paroisse civile)
Pour les articles homonymes, voir Guiripa.
Güiripa est l'une des quatre paroisses civiles de la municipalité de San Casimiro, dans l'État d'Aragua au Venezuela. Sa capitale est Güiripa.

## Géographie

### Démographie
Hormis sa capitale Güiripa, la paroisse civile possède plusieurs localités :
- Carutico
- El Castillo
- El Horno
- Guambra
- Güiripa
- Roncador
- Santa María